# Rhionaeschna elsia
Rhionaeschna elsia – gatunek ważki z rodziny żagnicowatych (Aeshnidae). Występuje na terenie Ameryki Południowej.